# کریستی کلارک
کریستی کلارک (انگلیسی: Christie Clark؛ زادهٔ ۱۳ دسامبر ۱۹۷۳) یک هنرپیشه اهل ایالات متحده آمریکا است.